# Утакмице фудбалске репрезентације Мађарске 1955.
Фудбалска репрезентација Мађарске је током 1955. године одиграла 12 утакмица, од тога пет су биле утакмице у оквиру Европског купа, остале су биле пријатељске. Два од дванаест сусрета завршена су нерешено, остале је добила селекција Мађарске.
Савезни селектор Густав Шебеш је већ тражио замене током пролећне турнеје, Лајош Тихи је постигао гол у мечу против Норвешке. Шкотска је 29. маја гостовала на Непстадиону, што је први пут да 100.000 гледалаца присуствује на фудбалској утакмици на неком мађарском стадиону. У Швајцарској је екипа победила тек у 85. минуту, голом Пушкаша са беле тачке, новајлија Ференц Махош постигао је два гола.
Дана 16. октобра одиграна је 100. утакмица против Аустрије, почетни ударац на утакмици је извео је Имре Шлосер. Утакмица је одиграна пред 104.000 гледалаца.

Савезни селектор националног тима у овом периоду је био:
- Густав Шебеш

## Утакмице
| Аустрија       | 2 : 2 (2 : 2) | Мађарска                   |
| -------------- | ------------- | -------------------------- |
| Пробст 12’ 30’ | Извештај      | Фењвеши 5’ · Хидегкути 29’ |

| Норвешка | 0 : 5 (0 : 2) | Мађарска                                           |
| -------- | ------------- | -------------------------------------------------- |
|          | Извештај      | Кочиш 6’ · Палоташ 33’ 55’ · Пушкаш 49’ · Тихи 74’ |

| Шведска                                            | 3 : 7 (2 : 4) | Мађарска                                                             |
| -------------------------------------------------- | ------------- | -------------------------------------------------------------------- |
| Лефгрен 39’ · С. О. Свенсон 45’ (пен) · Исгрен 69’ | Извештај      | Кочиш 16’ 29’ 81’ · Пушкаш 20’ (пен) 77’ · Сојка 25’ · Хидегкути 47’ |

| Данска | 0 : 6 (0 : 3) | Мађарска                                         |
| ------ | ------------- | ------------------------------------------------ |
|        | Извештај      | Кочиш 21’ 52’ · Палоташ 24’ · Шандор 31’ 69’ 87’ |

| Финска       | 1 : 9 (0 : 4) | Мађарска                                                                      |
| ------------ | ------------- | ----------------------------------------------------------------------------- |
| Хилтунен 60’ | Извештај      | Палоташ 7’ 12’ 43’ · Пушкаш 39’ · Тот II. 49’ · Чордаш 51’ 86’ · Тихи 64’ 67’ |

| Мађарска                                | 3 : 1 (0 : 1) | Шкотска     |
| --------------------------------------- | ------------- | ----------- |
| Хидегкути 51’ · Кочиш 58’ · Фењвеши 69’ | Извештај      | Г. Смит 43’ |

| Швајцарска                             | 4 : 5 (2 : 3) | Мађарска                                         |
| -------------------------------------- | ------------- | ------------------------------------------------ |
| Вонлантен II 16’ 43’ · Антенен 64’ 73’ | Извештај      | Махош 20’ 22’ · Кочиш 26’ · Пушкаш 57’ 85’ (пен) |

| Мађарска         | 1 : 1 (0 : 0) | Совјетски Савез  |
| ---------------- | ------------- | ---------------- |
| Пушкаш 87’ (пен) | Извештај      | Ју. Кузњецов 50’ |

| [[Фудбалска репрезентација Чехословачке {{{altlink2}}}\|Чехословачка]] | 1 : 3 (1 : 0) | Мађарска                        |
| ---------------------------------------------------------------------- | ------------- | ------------------------------- |
| Прада 74’                                                              | Извештај      | Кочиш 6’ · Цибор 69’ · Тихи 84’ |

| Мађарска                                                       | 6 : 1 (1 : 0) | Аустрија |
| -------------------------------------------------------------- | ------------- | -------- |
| Тихи 5’ · Кочиш 61’ · Цибор 65’ 82’ · Тот II. 67’ · Пушкаш 84’ | Извештај      | Грос 53’ |

| Мађарска                              | 4 : 2 (2 : 1) | Шведска                               |
| ------------------------------------- | ------------- | ------------------------------------- |
| Тихи 13’ · Цибор 14’ 60’ · Пушкаш 50’ | Извештај      | С. О. Свенсон 38’ (пен) · Лефгрен 66’ |

| Мађарска                 | 2 : 0 (0 : 0) | Италија |
| ------------------------ | ------------- | ------- |
| Пушкаш 81’ · Тот II. 84’ | Извештај      |         |

## Голгетери у 1955.
| Домаћин · 1955 | Гост · 1955 |

| - Нандор Хидегкути - Мате Фењвеши - Шандор Кочиш - Ференц Пушкаш - Лајош Тихи - Карољ Шандор - Ференц Махош - Золтан Цибор |